# Margaret Clunies Ross
Margaret Beryl Clunies Ross, född 24 april 1942, i Adelaide, Australien, är en medievalist, som fram till sin pensionering 2009 innehade McCaughey-professuren i engelska språket och tidig engelsk litteratur och var chef för Centrum för medeltidsstudier vid University of Sydney. Hennes huvudsakliga forskningsområden är fornnordiska - isländska studier och historien om deras studium. Sedan 1997 har hon lett ett projekt för att redigera en ny upplaga av den samlade skaldediktningen. Hon har också skrivit artiklar om australiska aboriginers ritualer med bidrag till Oxford Dictionary of National Biography.

## Biografi
Clunies Ross är äldsta barnet till tandläkaren Ernest Phillips Tidemann och hans hustru Beryl Chudleigh Tidemann, som var barnträdgårdslärare. Hon gick i skola på Walford House, nu flickläroverket vid Walford Church of England, till 16-årsåldern och utexaminerades sedan 1962 från universitetet i Adelaide med förstklassig betyg i engelska. Hon påverkades av Ralph Elliott, hennes handledare vid universitetet, till att studera gammal och medeltida engelsk historia och fornnordisk historia. 
Clunies Ross avslutade sina studier med examen vid universitetet i Oxford på ett utländskt stipendium från University of Adelaide och ett stipendium från Somerville College. Hon arbetade sedan som föreläsare vid St. Hildas College och Lady Margaret Hall, och 1968-1969 var hon verksam vid Arnamagnæaninstitutet i Köpenhamn.
Hon blev lektor vid universitetet i Sydney 1969, utsågs till McCaughey-professor i engelska språket och tidig engelsk litteratur 1990 och blev chef för Centre for Medieval Studies 1997. Hon gick i pension 2009 och har sedan dess varit hedersprofessor vid centrumet för medeltida och tidigmoderna studier och professor emeritus i engelska.

## Hedersbetygelser
Clunies Ross är hedersdoktor vid Göteborgs universitet och är arbetande ledamot i Kungliga Gustav Adolfs Akademien. Hon är också hedersmedlem som gästforskare vid Institutionen för anglosaxiska, nordisk och celtic vid University of Cambridge. Hon valdes in som medlem i den australiensiska Academy of humaniora 1990.